# Longin Jan Okoń
Longin Jan Okoń, ps. Leon Jorun (ur. 20 grudnia 1927 w Świerszczowie, zm. 3 kwietnia 2020 w Chełmie) – polski prozaik, poeta, publicysta, krytyk literacki, eseista, popularyzator nauki, etnograf i pedagog.

## Życiorys
Urodził się 20 grudnia 1927 roku w Świerszczowie. Ukończył pedagogikę i filologię polską na Uniwersytecie Warszawskim oraz studium podyplomowe.
Debiutował tomikiem poezji Łzy serca (1947). W latach 1949–1982 pracował w szkolnictwie. Do 1954 roku kierował szkołami podstawowymi w powiecie chełmskim (Poniatówka, Leśniczówka, Świerże), od 1955 do 1968 roku był zastępcą inspektora szkolnego Wydziału Oświaty przy Prezydium Powiatowej Rady Narodowej w Chełmie, a następnie pracował w Zespole Szkół Zawodowych nr 4 w Chełmie, gdzie w latach 1968–1982 był dyrektorem.
Był członkiem Polskiej Zjednoczonej Partii Robotniczej od 1951 roku (lub 20 września 1955 – rozbieżność w aktach). W 1964 roku został członkiem egzekutywy Podstawowej Organizacji Partyjnej Prezydium Powiatowej Rady Narodowej w Chełmie. W latach 1965–1968 był sekretarzem propagandy Komitetu Powiatowego PZPR w Chełmie. Należał także do Związku Młodzieży Polskiej, Związku Młodzieży Socjalistycznej i Związku Harcerstwa Polskiego.
Był członkiem założycielem grupy „Pryzmaty” i pełnił, w latach 1956–1965 oraz 1968–1983, funkcję jej kierownika. Od roku 1980 był członkiem Związku Literatów Polskich (w latach 1983–1995 i 2002–2007 był przewodniczącym Komisji Rewizyjnej Lubelskiego Oddziału, a od 1995 do 1998 roku prezesem Zarządu Oddziału w Lublinie i następnie jego honorowym prezesem). Od 2004 roku był członkiem i honorowym prezesem Chełmskiej Grupy Literackiej „Lubelska 36” oraz twórcą Stowarzyszenia Miłośników Ziemi Chełmskiej, które odegrało ważną rolę kulturotwórczą w tworzeniu i rozwijaniu życia artystycznego i społeczno-kulturalnego w Chełmie i na Chełmszczyźnie oraz w ochronie i dokumentowaniu ich dziedzictwa kulturowego.. W 1977 został członkiem Międzynarodowego Ruchu Obrony Praw Indian, a w roku 1992 Polskiego Stowarzyszenia Przyjaciół Indian.
Jak pisze bratanek poety Zbigniew Waldemar Okoń, oprócz twórczości artystycznej, szczególnie cenne są publikacje Longina Jana Okonia dokumentujące dziedzictwo kulturowe Chełma i Ziemi Chełmskiej, m.in.: Szkolnictwo chełmskie w latach 1939-1944 (1970), Przysłowia ludu chełmskiego (1971), Ludowe zagadki chełmskie (1975). Jest autorem/redaktorem cennych monografii o twórczości pisarzy związanych z Chełmem. 
16 czerwca 2007 roku, podczas uroczystego otwarcia Dni Chełma, otrzymał honorowy tytuł Chełmianina Roku 2006, natomiast w 2012 – honorowe obywatelstwo tego miasta.
Zmarł 3 kwietnia 2020 w Chełmie.
W ramach upamiętnienia postaci Longina Jana Okonia oraz jego zasług dla Chełma, Urząd Miasta w Chełmie zorganizował akcję czytania legendy "Biały Niedźwiedź" autorstwa pisarza. Składające się z sześciu części słuchowisko zostało opublikowane na profilach społecznościowych Miasta Chełm.

## Nagrody i odznaczenia
- 1971: Zasłużony Działacz Kultury
- 1972, 1977: Nagroda Ministra Oświaty
- 1977: Nagroda Literacka im. Bolesława Prusa za powieść Tecumseh
- 1977: Order Uśmiechu
- 1978: Medal Komisji Edukacji Narodowej
- 1978: Krzyż Kawalerski Orderu Odrodzenia Polski
- 1982: Nagroda Ministra Kultury
- 1985: Zasłużony dla Miasta Chełma
- 1986: Krzyż Oficerski Orderu Odrodzenia Polski
- 1997: medal „Za Zasługi dla Województwa Lubelskiego”
- 1997: Nagroda Prezydenta Miasta Lublina
- 2002: „Złote Tablo” Prezydenta Miasta Chełma
- 2003: Wojewódzka Nagroda Kulturalna
- 2006: Nagroda Literacka im. K.A. Jaworskiego

Źródło: Ośrodek „Brama Grodzka – Teatr NN”.

## Twórczość
- 1947: Łzy serca
- 1960: Kroki słoneczne
- 1969: Łowienie świtu
- 1969: Legendy chełmskie
- 1971: Drążyłem noc
- 1971: Przysłowia ludu chełmskiego
- 1973: Opowieści niedźwiedziego grodu
- 1975: Ludowe zagadki chełmskie
- 1976: Tecumseh
- 1978: Niezwykłe dzieje pięknej Anny
- 1979: Czerwonoskóry generał
- 1981: Śladami Tecumseha
- 1986: Płonąca preria
- 1990: Przełęcz grozy
- 2010: Historia literatury Ziemi Chełmskiej 1505–2010 uzupełniona szkicami

Źródło: Ośrodek „Brama Grodzka – Teatr NN”.